# Вівчарик сірогорлий
Вівча́рик сірогорлий (Phylloscopus maculipennis) — вид горобцеподібних птахів родини вівчарикових (Phylloscopidae). Мешкає в Гімалаях і горах Південно-Східної Азії.

## Опис

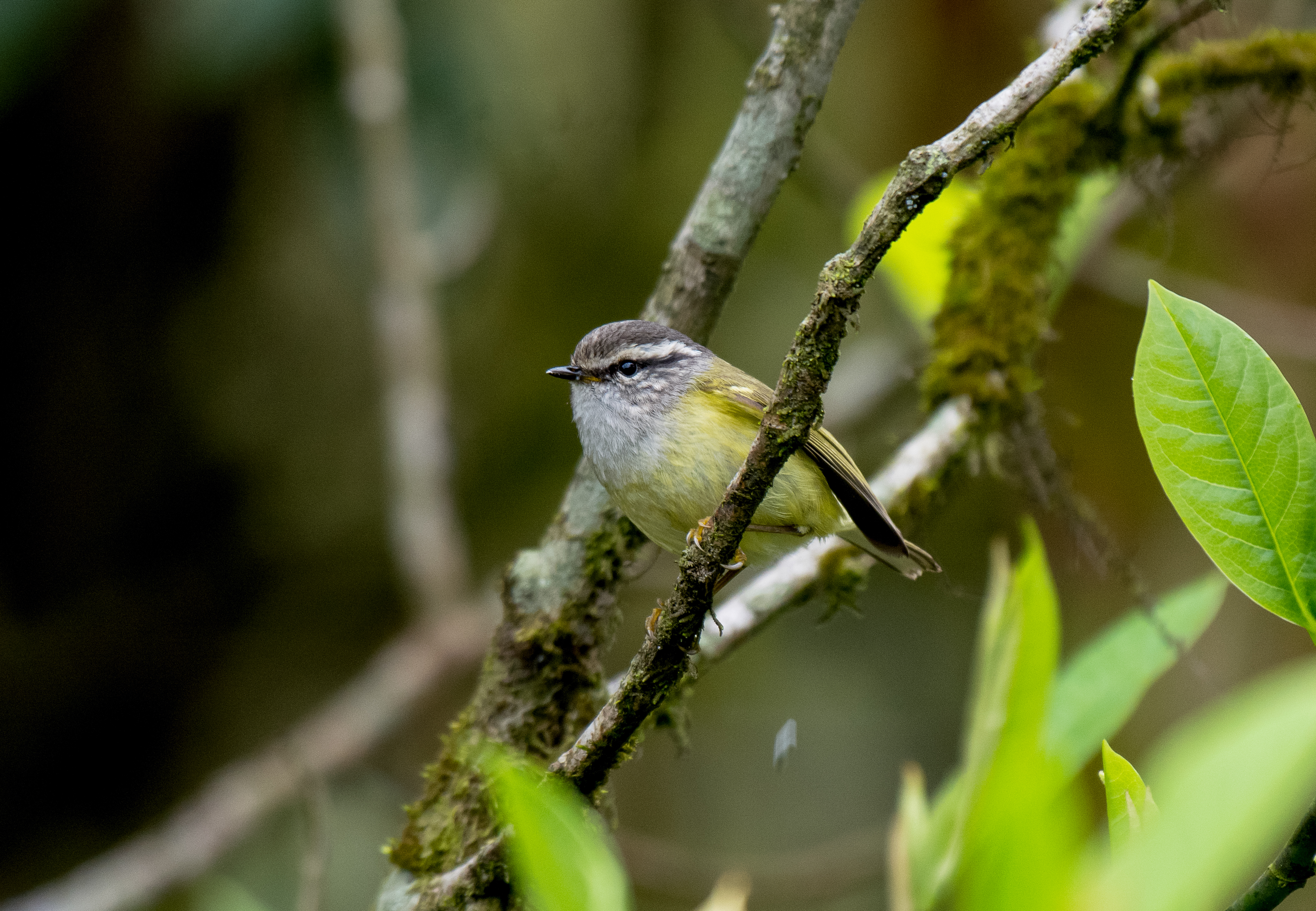
Сірогорлий вівчарик

Довжина птаха становить 9 см. Голова, горло і груди сірі, решта тіла жовтувато-зелена або жовтувата, живіт білуватий. Над очима білі брови.

## Підвиди
Виділяють два підвиди:
- P. m. virens Ticehurst, 1926 — північна Індія (від Кашміру і північного Пенджабу до Аруначал-Прадешу);
- P. m. maculipennis (Blyth, 1867) — центральні і східні Гімалаї, південно-східний Тибет, південно-західний Китай, північна М'янма і північний Індокитай.

## Поширення і екологія
Сірогорлі вівчарики мешкають у Пакистані, Індії, Непалі, Бутані, Китаї, М'янмі, Таїланді, Лаосі і В'єтнамі. Вони живуть у хвойних і дубових гірських лісах, а також у вологих тропічних гірських лісах. Зустрічаються на висоті від 1800 до 3500 м над рівнем моря. Взимку мігрують в долини. Живляться дрібними комахами та личинками. Сезон розмноження триває з березня по липень.